# Liste der Stolpersteine in Uedem
Die Liste der Stolpersteine in Uedem enthält alle Stolpersteine, die im Rahmen des gleichnamigen Projekts von Gunter Demnig in Uedem verlegt wurden. Mit ihnen soll an Opfer des Nationalsozialismus erinnert werden, die in Uedem lebten und wirkten.
In Uedem wurden am 26. Februar 2013, am 4. Oktober 2013 und am 27. Januar 2014 insgesamt 47 Stolpersteine verlegt.
Die Liste ist nach den Verlegeorten vorsortiert und kann durch click auf die Tabellenüberschriften sortiert werden.

## Verlegte Stolpersteine
| Bild | Person, Inschrift | Adresse                                    | Verlege- datum | weitere Informationen   |
| --- | --- | ------------------------------------------ | -------------- | ----------------------- |
| Stolperstein für Synagoge | HIER STAND EINE SYNAGOGE GEWEIHT 1821 VERKAUFT 1838 TEILWEISE ZERSTÖRT 10.11.1938                                                                   | Agathawall 3–5 ·                           | 26. Feb. 2013  |                         |
| Stolperstein für Hermine Agnes Verfürth | HIER WOHNTE HERMINE AGNES VERFÜRTH JG. 1923 'EINGEWIESEN' 24.7.1941 HEILANSTALT BEDBURG-HAU ERMORDET 7.5.1942                                       | Augustinerstraße 9 ·                       | 2013           |                         |
| Stolperstein für Alex Marcus | HIER WOHNTE ALEX MARCUS JG. 1876 DEPORTIERT 1942 ZAMOSC ERMORDET 1942                                                                               | Bahnhofstraße 38 ·                         | 26. Feb. 2013  |                         |
| Bild gesucht Die Wikipedia wünscht sich an dieser Stelle ein Bild vom Ort mit diesen Koordinaten 51.6532081 6.3251146 . Motiv: Stolperstein Karoline Kreuz geb. Jung Falls du dabei helfen möchtest, erklärt die Anleitung , wie das geht. BW    | HIER WOHNTE KAROLINE KREUZ GEB. JUNG JG. 1912 | Dorfplatz Uedemerbruch · OT Uedemerbruch · | 4. Okt. 2013   |                         |
| Stolperstein für Isidor Forst | HIER WOHNTE ISIDOR FORST JG. 1886 FLUCHT 1938 HOLLAND INTERNIERT WESTERBORK DEPORTIERT 1942 AUSCHWITZ ERMORDET 15.12.1942                           | Keppelner Straße 13 ·                      | 2013           |                         |
| Stolperstein für Emma Forst geb. Marcus | HIER WOHNTE EMMA FORST GEB. MARCUS JG. 1880 DEPORTIERT 1941 RIGA ERMORDET 1942                                                                      | Keppelner Straße 13 ·                      | 2013           |                         |
| Stolperstein für Fritz Marcus | HIER WOHNTE FRITZ MARCUS JG. 1902 FLUCHT 1939 HOLLAND 1940 USA ÜBERLEBT                                                                             | Keppelner Straße 13 ·                      | 2013           |                         |
| Bild gesucht Die Wikipedia wünscht sich an dieser Stelle ein Bild vom Ort mit diesen Koordinaten 51.6789815 6.2690359 . Motiv: Stolperstein Friedrich Niersmann Falls du dabei helfen möchtest, erklärt die Anleitung , wie das geht. BW         | HIER WOHNTE FRIEDRICH NIERSMANN JG. 1919 | Keppelner Straße 53 ·                      | 27. Jan. 2014  | KRIEGSDIENST VERWEIGERT |
| Stolperstein für Alex Oppenheimer | HIER WOHNTE ALEX OPPENHEIMER JG. 1863 FLUCHT 1938 USA ÜBERLEBT                                                                                      | Lohstraße 6 ·                              | 2013           |                         |
| Stolperstein für Ernst Oppenheimer | HIER WOHNTE ERNST OPPENHEIMER JG. 1869 DEPORTIERT 1942 THERESIENSTADT ERMORDET 22.11.1942                                                           | Lohstraße 6 ·                              | 2013           |                         |
| Stolperstein für Emilie Löwenthal geb. Oppenheimer | HIER WOHNTE EMILIE LÖWENTHAL GEB. OPPENHEIMER JG. 1873 DEPORTIERT 1942 THERESIENSTADT ERMORDET 7.7.1944                                             | Lohstraße 6 ·                              | 2013           |                         |
| Stolperstein für Maria Bienemann | HIER WOHNTE MARIA BIENEMANN JG.1867 EINGEWIESEN 1899 HEILANSTALT GRAFENAU 1932 BEDBURG-HAU 'VERLEGT' 6.3.1940 GRAFENECK ERMORDET 7.3.1940 AKTION T4 | Lohstraße 14 ·                             | 27. Jan. 2014  |                         |
| Stolperstein für Max Devries | HIER WOHNTE MAX DEVRIES JG. 1892 FLUCHT 1940 HOLLAND INTERNIERT WESTERBORK DEPORTIERT 1943 SOBIBOR ERMORDET 21.5.1943                               | Lohstraße 17 ·                             | 2013           |                         |
| Stolperstein für Alex Devries | HIER WOHNTE ALEX DEVRIES JG. 1891 MEHRMALS IN 'SCHUTZHAFT' ZULETZT 1940 SACHSENHAUSEN ERMORDET 5.2.1941 DACHAU                                      | Lohstraße 17 ·                             | 2013           |                         |
| Stolperstein für Hermann Devries | HIER WOHNTE HERMANN DEVRIES JG. 1894 DEPORTIERT 1942 GHETTO WARSCHAU SCHICKSAL UNBEKANNT                                                            | Lohstraße 17 ·                             | 2013           |                         |
| Stolperstein für Hilde Devries | HIER WOHNTE HILDE DEVRIES JG. 1923 DEPORTIERT 1941 RIGA 1944 STUTTHOF TODESMARSCH 1945 NICHT ÜBERLEBT                                               | Lohstraße 17 ·                             | 2013           |                         |
| Stolperstein für Johanna Herz geb. Frank | HIER WOHNTE JOHANNA HERZ GEB. FRANK JG. 1888 DEPORTIERT 1941 RIGA ERMORDET 1942                                                                     | Lohstraße 17 ·                             | 2013           |                         |
| Stolperstein für Ruth Devries | HIER WOHNTE RUTH DEVRIES JG. 1926 DEPORTIERT 1941 RIGA 1944 STUTTHOF TODESMARSCH 1945 NICHT ÜBERLEBT                                                | Lohstraße 17 ·                             | 2013           |                         |
| Stolperstein für Selma Devries geb. Frank | HIER WOHNTE SELMA DEVRIES GEB. FRANK JG. 1891 DEPORTIERT 1941 RIGA 1944 STUTTHOF TODESMARSCH 1945 NICHT ÜBERLEBT                                    | Lohstraße 17 ·                             | 2013           |                         |
| Stolperstein für Henriette Devries | HIER WOHNTE HENRIETTE DEVRIES JG. 1879 DEPORTIERT 1943 SOBIBOR ERMORDET 1942                                                                        | Lohstraße 30 ·                             | 2013           |                         |
| Stolperstein für Selma Marchand | HIER WOHNTE SELMA MARCHAND JG. 1882 FLUCHT 1939 HOLLAND INTERNIERT WESTERBORK DEPORTIERT 1943 SOBIBOR ERMORDET 23.7.1943                            | Lohstraße 30 ·                             | 2013           |                         |
| Bild gesucht Die Wikipedia wünscht sich an dieser Stelle ein Bild vom Ort mit diesen Koordinaten 51.6987396 6.2666188 . Motiv: Stolperstein Wilhelm Cornelissen Falls du dabei helfen möchtest, erklärt die Anleitung , wie das geht. BW         | HIER WOHNTE WILHELM CORNELISSEN JG.1914 | Kalkarer Straße 15 ·                       | 2013           |                         |
| Stolperstein für Nanni Oster geb. Herz | HIER WOHNTE NANNI OSTER GEB. HERZ JG. 1872 FLUCHT 1938 HOLLAND INTERNIERT WESTERBORK DEPORTIERT 1942 AUSCHWITZ ERMORDET 12.10.1942                  | Markt 1 ·                                  | 2013           |                         |
| Stolperstein für Julius Oster | HIER WOHNTE JULIUS OSTER JG. 1900 FLUCHT 1937 KOLUMBIEN USA ÜBERLEBT                                                                                | Markt 1 ·                                  | 2013           |                         |
| Stolperstein für Herta Oster | HIER WOHNTE HERTHA OSTER JG. 1903 FLUCHT 1938 KOLUMBIEN USA ÜBERLEBT                                                                                | Markt 1 ·                                  | 2013           |                         |
| Stolperstein für Erna Oster geb. Loeb | HIER WOHNTE ERNA OSTER GEB. LOEB JG. 1906 FLUCHT 1937 KOLUMBIEN USA ÜBERLEBT                                                                        | Markt 1 ·                                  | 2013           |                         |
| Stolperstein für Herbert Oster | HIER WOHNTE HERBERT OSTER JG. 1934 FLUCHT 1937 KOLUMBIEN USA ÜBERLEBT                                                                               | Markt 1 ·                                  | 2013           |                         |
| Stolperstein für Josephina Bock | HIER WOHNTE JOSEPHINA BOCK JG. 1879 FLUCHT 1939 HOLLAND INTERNIERT WESTERBORK DEPORTIERT 1943 SOBIBOR ERMORDET 14.5.1943                            | Mosterstraße 14 ·                          | 26. Feb. 2013  |                         |
| Stolperstein für Berta Bock | HIER WOHNTE BERTHA BOCK JG. 1876 FLUCHT 1939 HOLLAND INTERNIERT WESTERBORK DEPORTIERT 1943 SOBIBOR ERMORDET 14.5.1943                               | Mosterstraße 14 ·                          | 26. Feb. 2013  |                         |
| Stolperstein für Hedwig Bock | HIER WOHNTE HEDWIG BOCK JG. 1890 FLUCHT 1939 HOLLAND INTERNIERT WESTERBORK DEPORTIERT 1942 AUSCHWITZ ERMORDET 31.8.1942                             | Mosterstraße 14 ·                          | 26. Feb. 2013  |                         |
| Stolperstein für Hedwig David geb. Devries | HIER WOHNTE HEDWIG DAVID GEB.DEVRIES JG. 1869 VOR DEPORTATION FLUCHT IN DEN TOD 16.2.1941                                                           | Mosterstraße 14 ·                          | 4. Okt. 2013   |                         |
| Stolperstein für Ida Rosenthal geb. Devries | HIER WOHNTE IDA ROSENTHAL GEB.DEVRIES JG. 1865 FLUCHT 1939 SÜDAFRIKA ÜBERLEBT                                                                       | Mosterstraße 14 ·                          | 4. Okt. 2013   |                         |
| Stolperstein für Albert Oster | HIER WOHNTE ALBERT OSTER JG. 1905 FLUCHT 1933 HOLLAND INTERNIERT WESTERBORK DEPORTIERT 1942 AUSCHWITZ ERMORDET 29.10.1942                           | Mosterstraße 17 ·                          | 2013           |                         |
| Stolperstein für Irma Oster geb. Fekete | HIER WOHNTE IRMA OSTER GEB. FEKETE JG. 1906 FLUCHT 1933 HOLLAND INTERNIERT WESTERBORK DEPORTIERT 1942 AUSCHWITZ ERMORDET 12.10.1942                 | Mosterstraße 17 ·                          | 2013           |                         |
| Bild gesucht Die Wikipedia wünscht sich an dieser Stelle ein Bild vom Ort mit diesen Koordinaten 51.6669996 6.2712696 . Motiv: Stolperstein Günter Ernst Kisters Falls du dabei helfen möchtest, erklärt die Anleitung , wie das geht. BW        | HIER WOHNTE GÜNTER ERNST KISTERS JG 1905 | Mosterstraße 22 ·                          | 27. Jan. 2014  |                         |
| Stolperstein für Emma Koopmann | HIER WOHNTE EMMA KOOPMANN JG. 1864 GEDEMÜTIGT/ENTRECHTET TOT 2.10.1937                                                                              | Mühlenstraße 3 ·                           | 2013           |                         |
| Stolperstein für Ida Mogendorff geb. Weinberg | HIER WOHNTE IDA MOGENDORFF GEB WEINBERG JG. 1886 FLUCHT 1938 HOLLAND INTERNIERT WESTERBORK DEPORTIERT 1942 AUSCHWITZ ERMORDET 3.9.1942              | Mühlenstraße 7 ·                           | 2013           |                         |
| Bild gesucht Die Wikipedia wünscht sich an dieser Stelle ein Bild vom Ort mit diesen Koordinaten 51.6686932 6.2730738 . Motiv: Stolperstein Julius Koopmann Falls du dabei helfen möchtest, erklärt die Anleitung , wie das geht. BW             | HIER WOHNTE JULIUS KOOPMANN JG. 1870 DEPORTIERT 1942 THERESIENSTADT ERMORDET 22.9.1942                                                              | Mühlenstraße 9 ·                           | 2013           |                         |
| Bild gesucht Die Wikipedia wünscht sich an dieser Stelle ein Bild vom Ort mit diesen Koordinaten 51.6686932 6.273074 . Motiv: Stolperstein Moritz Koopmann Falls du dabei helfen möchtest, erklärt die Anleitung , wie das geht. BW              | HIER WOHNTE MORITZ KOOPMANN JG. 1875 DEPORTIERT 1941 THERESIENSTADT ERMORDET 25.11.1941                                                             | Mühlenstraße 9 ·                           | 2013           |                         |
| Bild gesucht Die Wikipedia wünscht sich an dieser Stelle ein Bild vom Ort mit diesen Koordinaten 51.6686931 6.2730736 . Motiv: Stolperstein Emilie Polack geb. Koopmann Falls du dabei helfen möchtest, erklärt die Anleitung , wie das geht. BW | HIER WOHNTE EMILIE POLACK GEB. KOOPMANN JG. 1866 DEPORTIERT 1942 THERESIENSTADT ERMORDET 4.9.1942                                                   | Mühlenstraße 9 ·                           | 2013           |                         |
| Stolperstein für David Marchand | HIER WOHNTE DAVID MARCHAND JG. 1877 GEDEMÜTIGT/ENTRECHTET TOT 22.9.1937                                                                             | Mühlenstraße 23 ·                          | 2013           |                         |
| Stolperstein für Max Marchand | HIER WOHNTE MAX MARCHAND JG. 1886 UMZUG HOLLAND VERHAFTET 1942 INTERNIERT WESTERBORK DEPORTIERT 1942 AUSCHWITZ ERMORDET 5.11.1942                   | Mühlenstraße 23 ·                          | 2013           |                         |
| Stolperstein für Hedwig de Lange geb. Marchand | HIER WOHNTE HEDWIG DE LANGE GEB. MARCHAND JG. 1889 FLUCHT 1940 HOLLAND INTERNIERT WESTERBORK DEPORTIERT 1943 SOBIBOR ERMORDET 23.7.1943             | Mühlenstraße 23 ·                          | 2013           |                         |
| Stolperstein für Maria Eugenie Baumann | HIER WOHNTE MARIA EUGENIE BAUMANN JG. 1905 'EINGEWIESEN' 11.8.1941 HADAMAR ERMORDET 11.8.1941 AKTION T4                                             | Neustraße 9 ·                              | 27. Jan. 2014  |                         |
| Stolperstein für Jakob Cohen | HIER WOHNTE JAKOB COHEN JG. 1859 VOR DEPORTATION FLUCHT IN DEN TOD 14.11.1941                                                                       | Turmwall 2 ·                               | 2013           |                         |
| Bild gesucht Die Wikipedia wünscht sich an dieser Stelle ein Bild vom Ort mit diesen Koordinaten 51.7019005 6.2828362 . Motiv: Stolperstein Johann Gerhard Reuß Falls du dabei helfen möchtest, erklärt die Anleitung , wie das geht. BW         | HIER WOHNTE JOHANN GERHARD REUSS JG. 1902 | Tackenstraße 16 ·                          | 27. Jan. 2014  |                         |
| Bild gesucht Die Wikipedia wünscht sich an dieser Stelle ein Bild vom Ort mit diesen Koordinaten 51.7019005 6.2828363 . Motiv: Stolperstein Katharina Reuß Falls du dabei helfen möchtest, erklärt die Anleitung , wie das geht. BW              | HIER WOHNTE KATHARINA REUSS JG. 1909 | Tackenstraße 16 ·                          | 27. Jan. 2014  |                         |